# Großderschau
Großderschau (bis zum 1. Juni 1951 Friedrichsdorf) ist eine Gemeinde im Landkreis Havelland in Brandenburg. Sie gehört zum Amt Rhinow, dessen Verwaltungssitz sich in der Stadt Rhinow befindet.

## Geografie
Großderschau liegt im Westen des Landes Brandenburg im Landkreis Havelland ungefähr 24 km nördlich von Rathenow und ungefähr 70 km westlich von Berlin-Spandau an der Dosse und befindet sich im Naturpark Westhavelland.

## Gemeindegliederung
Als Ortsteile der Gemeinde sind ausgewiesen:
- Altgarz
- Rübehorst

Wohnplätze der Gemeinde sind:
- Brenkenhof
- Clausiushof
- Friedrichsbruch
- Friedrichsdorf
- Jühlitz
- Kleinderschau
- Neugarz
- Raminsgut
- Wilhelminenaue

## Geschichte

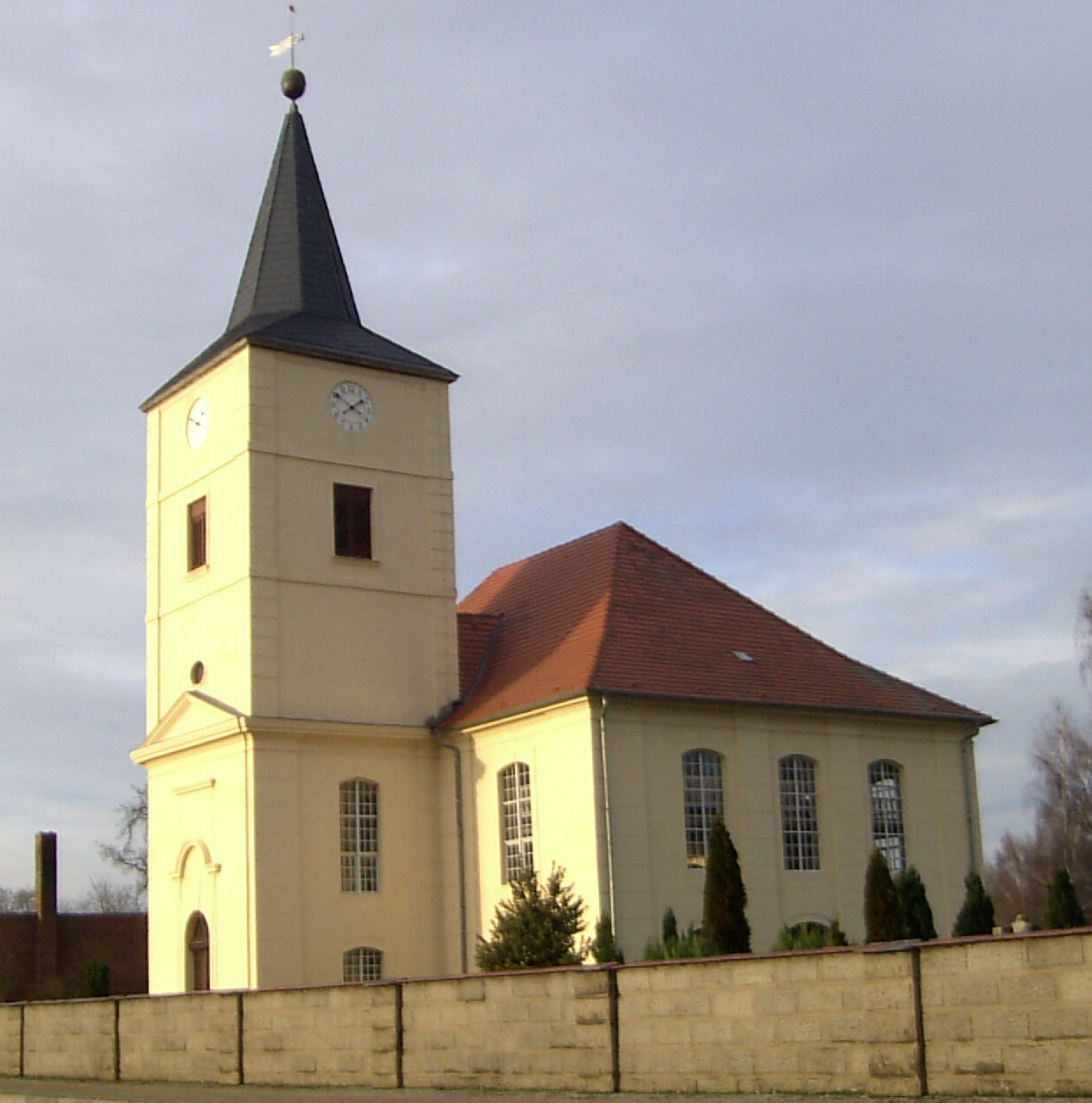
Dorfkirche Großderschau

1773 bis 1775, nach der Eindeichung der Dosse, wurde die Kolonie Friedrichsdorf mit neun weiteren Dörfern und Weilern auf bestehenden Siedlungsplätzen gegründet: Brenkenhof, Großderschau, Klein-Derschau, Friedrichsbruch, Jülitz, Klausiushof, Wilhelminenaue, Petershagen, Raminsgut. Für die zu Sieversdorf neu angelegten Ortschaften wurde 1785 eine neue Kirche in Friedrichsdorf erbaut, ursprünglich Simultankirche für Lutheraner und Reformierte, da unter den neuen Ansiedlern auch viele reformierten Bekenntnisses waren. Für die Lutheraner wurde der Prediger  in Sieversdorf und für die Reformierten der Prediger von Spiegelberg bei Neustadt bestellt, welche bis 1828 abwechselnd alle 14 Tage Gottesdienst zu halten hatten.
Seinen Namen erhielt das Dorf nach dem preußischen Staatsminister Christoph Friedrich von Derschau.
Großderschau und seine heutigen Ortsteile gehörten seit 1817 zum Kreis Ruppin in der preußischen Provinz Brandenburg, ab 1952 zum Kreis Kyritz und ab 1958 zum Kreis Rathenow im DDR-Bezirk Potsdam. Seit 1993 liegen sie im brandenburgischen Landkreis Havelland.
1939 wurden Friedrichsdorf und Großderschau zur Gemeinde Friedrichshof zusammengeschlossen. Der Gemeindename wurde mit Wirkung zum 1. Juni 1951 in Großderschau geändert. Am 1. Juli 1965 wurden Friedrichsbruch, am 1. Mai 1974 Alt Garz und Rübehorst nach Großderschau eingemeindet.

## Bevölkerungsentwicklung
| Jahr | Einwohner |
| ---- | --------- |
| 1775 | 122       |
| 1800 | 164       |
| 1817 | 146       |
| 1840 | 177       |
| 1858 | 169       |

| Jahr | Einwohner |
| ---- | --------- |
| 1875 | 167       |
| 1890 | 159       |
| 1910 | 147       |
| 1925 | 149       |
| 1933 | 145       |
| 1939 | 395       |

| Jahr | Einwohner |
| ---- | --------- |
| 1946 | 725       |
| 1950 | 686       |
| 1964 | 422       |
| 1971 | 496       |
| 1981 | 635       |
| 1985 | 606       |

| Jahr | Einwohner |
| ---- | --------- |
| 1990 | 607       |
| 1995 | 586       |
| 2000 | 588       |
| 2005 | 545       |
| 2010 | 492       |
| 2015 | 437       |

| Jahr | Einwohner |
| ---- | --------- |
| 2020 | 420       |
| 2021 | 433       |
| 2022 | 436       |
| 2023 | 433       |
| 2024 | 427       |

Gebietsstand des jeweiligen Jahres, Einwohnerzahl: Stand 31. Dezember (ab 1991). Ab 2011 auf Basis des Zensus 2011. Ab 2022 auf Basis Zensus 2022

## Politik

### Gemeindevertretung
Die Gemeindevertretung von Großderschau besteht aus sieben Gemeindevertretern und der ehrenamtlichen Bürgermeisterin. Die Kommunalwahl am 26. Mai 2019 führte zu folgendem Ergebnis:
| Partei / Wählergruppe            | Stimmenanteil | Sitze |
| -------------------------------- | ------------- | ----- |
| SPD                              | 25,8 %        | 2     |
| Wählergruppe Bauern              | 24,5 %        | 2     |
| Einzelbewerber Roland Specht     | 20,6 %        | 1     |
| Einzelbewerberin Ivonne Ratzmer  | 08,9 %        | –     |
| Einzelbewerber Norbert Lamprecht | 08,5 %        | 1     |
| Einzelbewerber Christian Sossna  | 08,5 %        | 1     |
| Einzelbewerber Ullrich Heide     | 03,1 %        | –     |

Da sich zur Bürgermeisterwahl am 26. Mai 2019 kein Bewerber für das Amt des Bürgermeisters fand, wählte die Gemeindevertretung am 21. Juni 2019 aus ihrer Mitte Ivonne Ratzmer zur ehrenamtlichen Bürgermeisterin. Ihr Sitz als Gemeindevertreterin bleibt daher unbesetzt.

### Bürgermeister
- 1998–2014: Willi Klein[11]
- 2014–2019: Christiane Gernt[12]
- seit 2019: Ivonne Ratzmer (Einzelbewerberin)[13]

Ratzmer wurde in der Bürgermeisterwahl am 9. Juni 2024 bei einer Gegenkandidatin mit 67 % der gültigen Stimmen für eine weitere Amtszeit von fünf Jahren gewählt.

## Sehenswürdigkeiten
In der Liste der Baudenkmale in Großderschau stehen die in der Denkmalliste des Landes Brandenburg eingetragenen Baudenkmale.
- Dorfkirche Großderschau, als Kolonistenkirche 1780–1785 im Auftrag Friedrichs II. für die neun Dörfer um das damalige Friedrichsdorf nach dem Vorbild der Potsdamer Garnisonkirche erbaut
- Heimathaus Großderschau mit Butterakademie und Kolonistenhof zur Kolonisierungsgeschichte im Rhinluch und Dossebruch unter Friedrich II. und über das dörfliche Leben zur Kolonistenzeit
- Naturpark Westhavelland

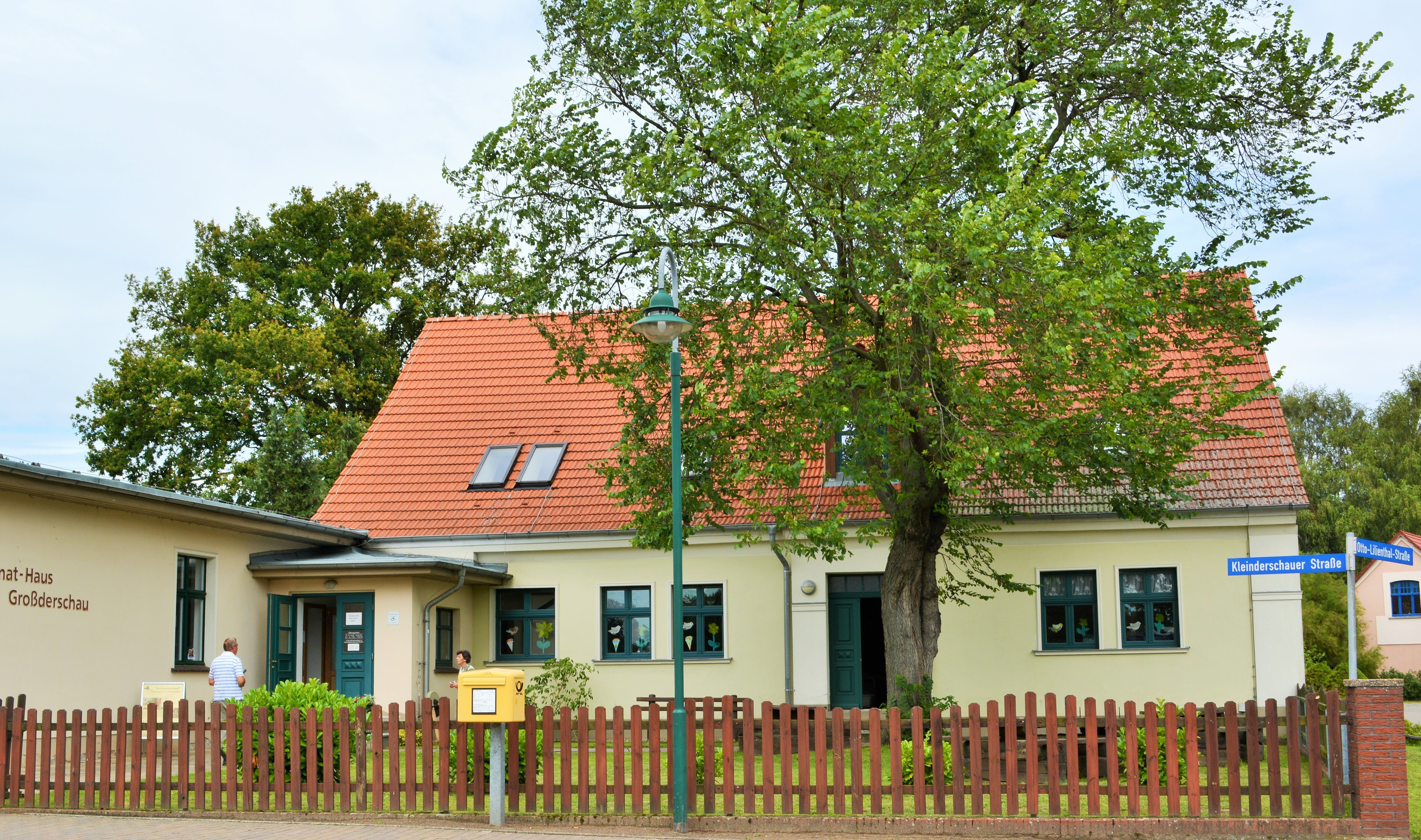
Heimathaus
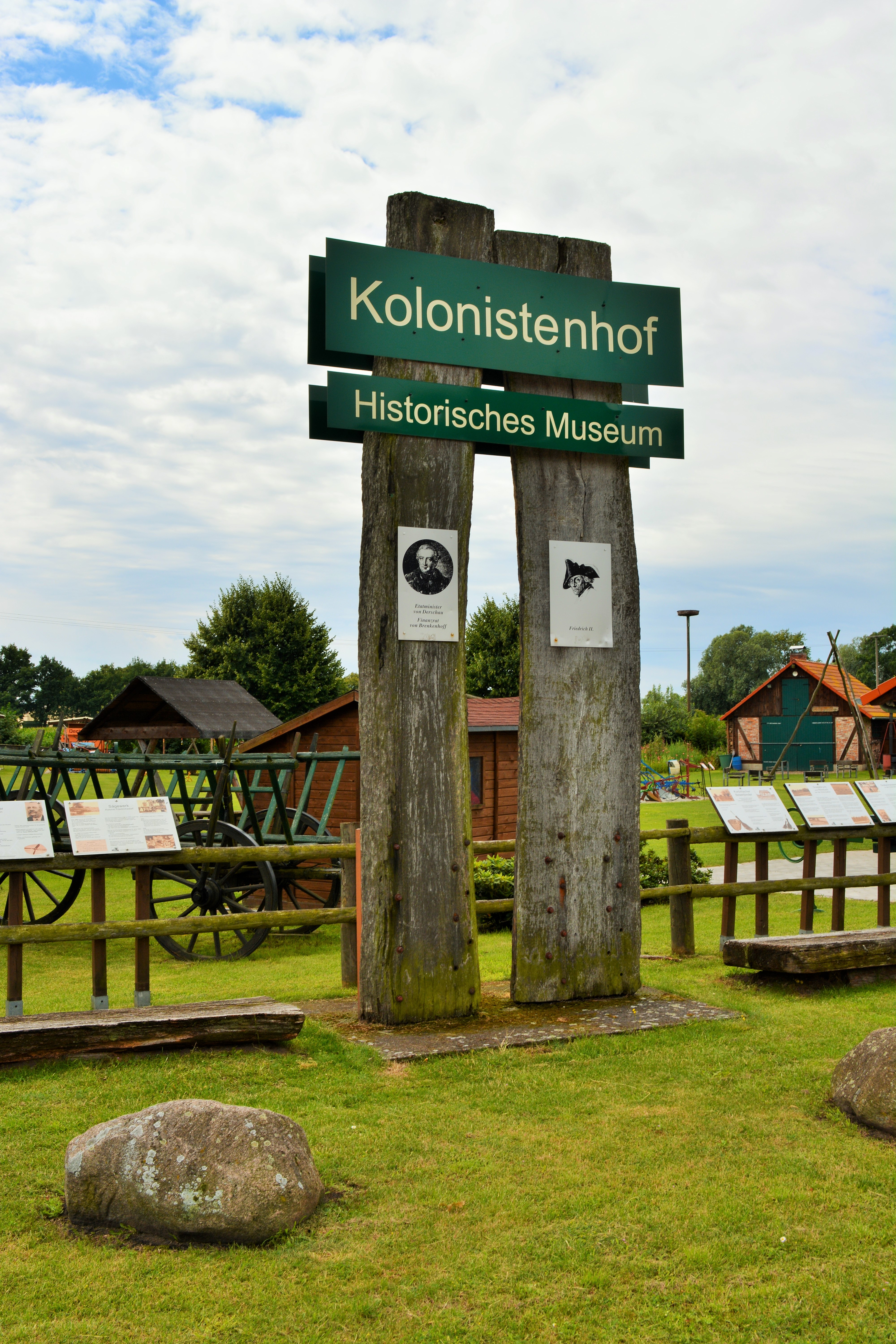
Kolonistenhof
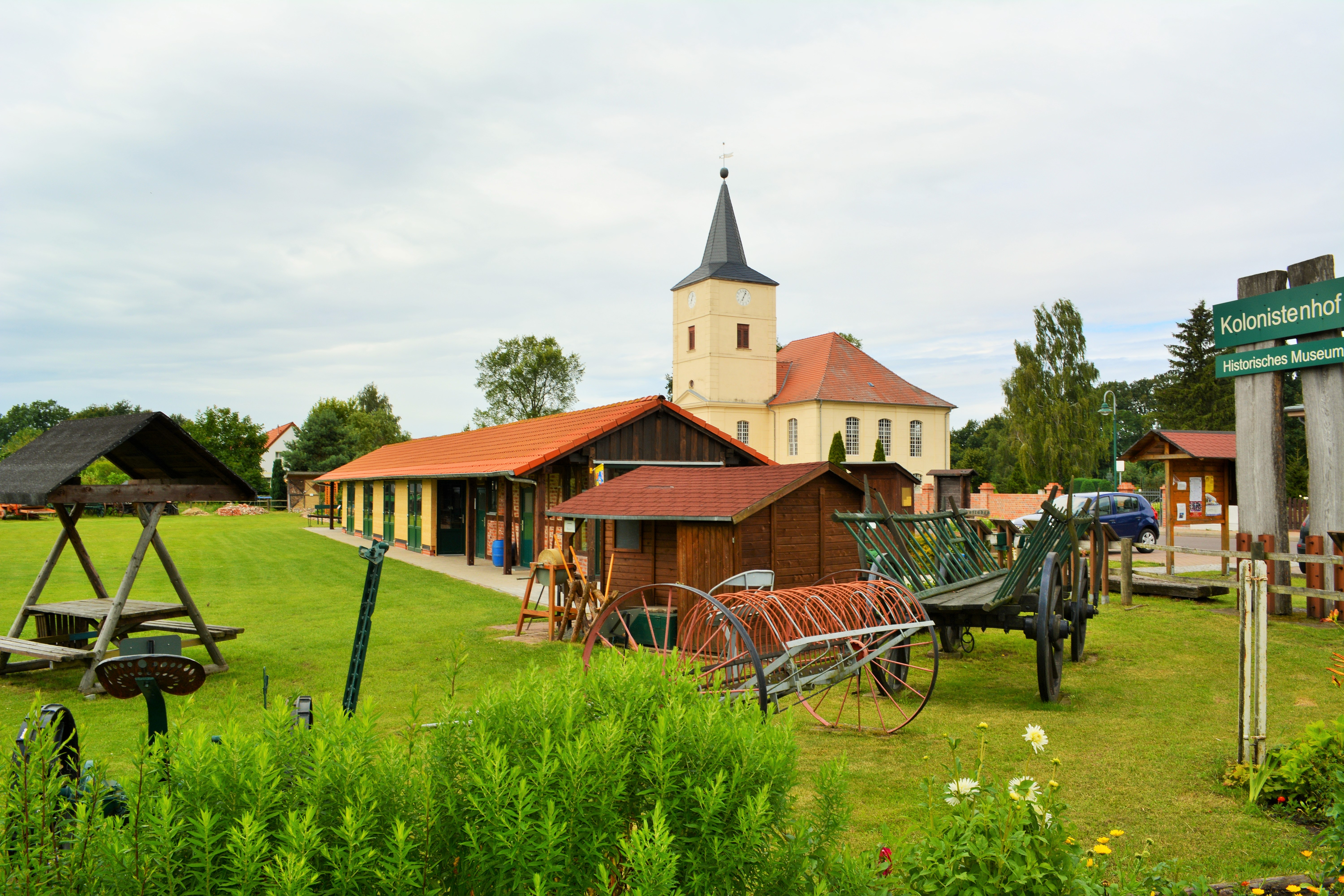
Freilichtmuseum

## Verkehr
Durch den Ort führen die B 102 zwischen Neustadt (Dosse) und Rhinow sowie die Landesstraße L 14 nach Kyritz.
Der Haltepunkt Großderschau lag an der Bahnstrecke Neustadt (Dosse)–Rathenow. 2003 wurde die Strecke stillgelegt.

## Persönlichkeiten
- Wilhelm Hengst, Heimat- und Mundartdichter, wirkte in den 1920er Jahren im Ort
- Adolf Rautmann (1863–1937), als Berliner Original Onkel Pelle genannt, in Brenkenhof geboren
- Heinz-Peter Schlüter (1949–2015), Unternehmer, in Rübehorst geboren